# 23 Ans d'absence
Pour plus de détails, voir Fiche technique et Distribution.
23 Ans d'absence (Abducted: The Carlina White Story) est un téléfilm canadien réalisé par Vondie Curtis-Hall et diffusé aux États-Unis le 6 octobre 2012 sur Lifetime.

## Synopsis
En juillet 1987, dans la ville de Harlem, Joy White met au monde une petite Carlina. Le même jour, dans le Connecticut, Ann Pettway subit alors une troisième fausse couche. Elle décide donc d'enlever un enfant et de l'élever comme le sien. Seize ans plus tard, la jeune Nedra a besoin de son certificat de naissance pour s'inscrire à la maternité. Mais elle réalise que sa mère lui cache en réalité quelque chose sur sa naissance. À la fin, la jeune Nedra retrouve alors ses parents biologique et Ann est condamnée à 12 ans de prison .

## Fiche technique
- Titre original : Abducted: The Carlina White Story
- Réalisation : Vondie Curtis-Hall
- Scénario : Elizabeth Hunter
- Producteurs : Mary Martin, Craig Piligian, Alan Gasner
- Thème musical : Terence Blanchard
- Photographie : Tom Harting
- Pays d'origine :  Canada
- Langue originale : anglais
- Durée : 86 minutes
- Date de diffusion :
  -  États-Unis : 6 octobre 2012 sur Lifetime
  -  France : 11 août 2014 sur TF1, rediffusé le 30 juillet 2015

## Distribution
- Aunjanue Ellis (VF : Annie Milon) : Ann Pettway
- Keke Palmer (VF : Alexia Papineschi) : Carlina White/Nedra 'Netty' Pettway
- Sherri Shepherd (VF : Véronique Alycia) : Joy White
- Roger R. Cross (VF : Serge Faliu) : Carl
- Afton Williamson (VF : Mbembo) : Cassandra
- Heather-Claire Nortey (VF : Véronique Alycia) : Joy White en 1987
- Eli Goree : Carl Tyson en 1987
- Fulvio Cecere (en) (VF : Eric Marchal)  : Détective Dalton
- Candus Churchill : Mrs. White
- Heather Doerksen (VF : Caroline Cadrieu) : Agent Thompson
- Naika Toussaint : Tina
- Adom Osei : Trey

Sources et légende : Version française (VF) selon RS Doublage.  
Société de doublage : Chinkel

## Accueil

### Audiences
Le téléfilm a convaincu 4,09 millions de téléspectateurs aux États-Unis lors de sa première diffusion.
En France, le téléfilm a été regardé par 2,2 millions de téléspectateurs (soit 17,6 % du public) lors de sa première diffusion.

## Distinctions
| Année | Prix              | Catégorie                                                                  | Travail nommé      | Résultat   | Réf.  |
| ----- | ----------------- | -------------------------------------------------------------------------- | ------------------ | ---------- | ----- |
| 2013  | Black Reel Awards | Best Director, Network/Cable Television                                    | Vondie Curtis-Hall | Lauréat    | [ 5 ] |
| 2013  | Black Reel Awards | Network/Cable - Best Screenplay, Adapted or Original                       | Elizabeth Hunter   | Lauréat    | [ 5 ] |
| 2013  | Black Reel Awards | Outstanding Television or Mini-Series Performance, Female                  | Aunjanue Ellis     | Lauréat    | [ 5 ] |
| 2013  | Black Reel Awards | Outstanding Television or Mini-Series Performance, Female                  | Keke Palmer        | Nomination | [ 5 ] |
| 2013  | Humanitas Prizes  | 90 Minute or Longer Network or Syndicated Television                       | Elizabeth Hunter   | 2e place   | [ 5 ] |
| 2013  | NAACP Image Award | Outstanding Writing in a Motion Picture (Theatrical or Television)         | Elizabeth Hunter   | Lauréat    | [ 5 ] |
| 2013  | NAACP Image Award | Outstanding Television Movie, Mini-Series or Dramatic Special              | 23 Ans d'absence   | Nomination | [ 5 ] |
| 2013  | NAACP Image Award | Outstanding Actress in a Television Movie, Mini-Series or Dramatic Special | Keke Palmer        | Nomination | [ 5 ] |
| 2013  | NAACP Image Award | Outstanding Directing in a Motion Picture (Theatrical or Television)       | Vondie Curtis-Hall | Nomination | [ 5 ] |